# Golfo de Tigullio
El golfo de Tigullio, es un pequeño golfo de Italia situado en la ribera oriental del golfo de Génova, en aguas del mar de Liguria. Todas sus costas pertenecen a la provincia de Génova de la región de Liguria.

## Geografía
El golfo de Tigullio (también llamado golfo Guglielmo Marconi en honor de los primeros experimentos de radio hechos por el inventor de Bolonia), es una ensenada que se extiende desde el cabo de Punta Manara, al sur, hasta el promontorio de Portofino, al norte. El golfo incluye el parque natural regional de Portofino. La boca tiene una anchura de unos 15,7 km y está orientada al suroeste.
En el interior del golfo hay varias pequeñas bahías o golfos menores: en la parte occidental, el seno di Paraggi, entre las comunas de Portofino y Santa Margherita Ligure, la rada de Santa Margherita, el seno de Pagana, con sus tres bahías interiores de Prelo, Trelo y Pomaro (San Michele di Pagana); en el centro, el pequeño Golfo de Rapallo, en forma de arco frente a la ciudad costera del mismo nombre; y en la parte oriental, en Sestri Levante, hay dos famosas bahías: la bahía delle Favole (de los cuentos o fábulas) y la bahía del silencio, separadas ambas por un istmo de arena. 
La zona que domina es principalmente montañosa, caracterizada por la presencia de algunos de los más importantes valles de los Apeninos ligures: Valle Sturla, Val d'Aveto, Val Fontanabuona, Val Graveglia, Val Petronio. 
El río más importante que desemboca en el golfo es el río Entella, nacido de la confluencia de tres torrentes, el Lavagna (el mayor de los tres), Graveglia y Sturla, próximo a Carasco, que desemboca entre las comunas Chiavari y Lavagna, después de un recorrido de 8 km. 
Desde el mar se puede ver claramente el monte Maggiorasca (1799 m) y el monte Penna, siempre cubierto con nieve en invierno.

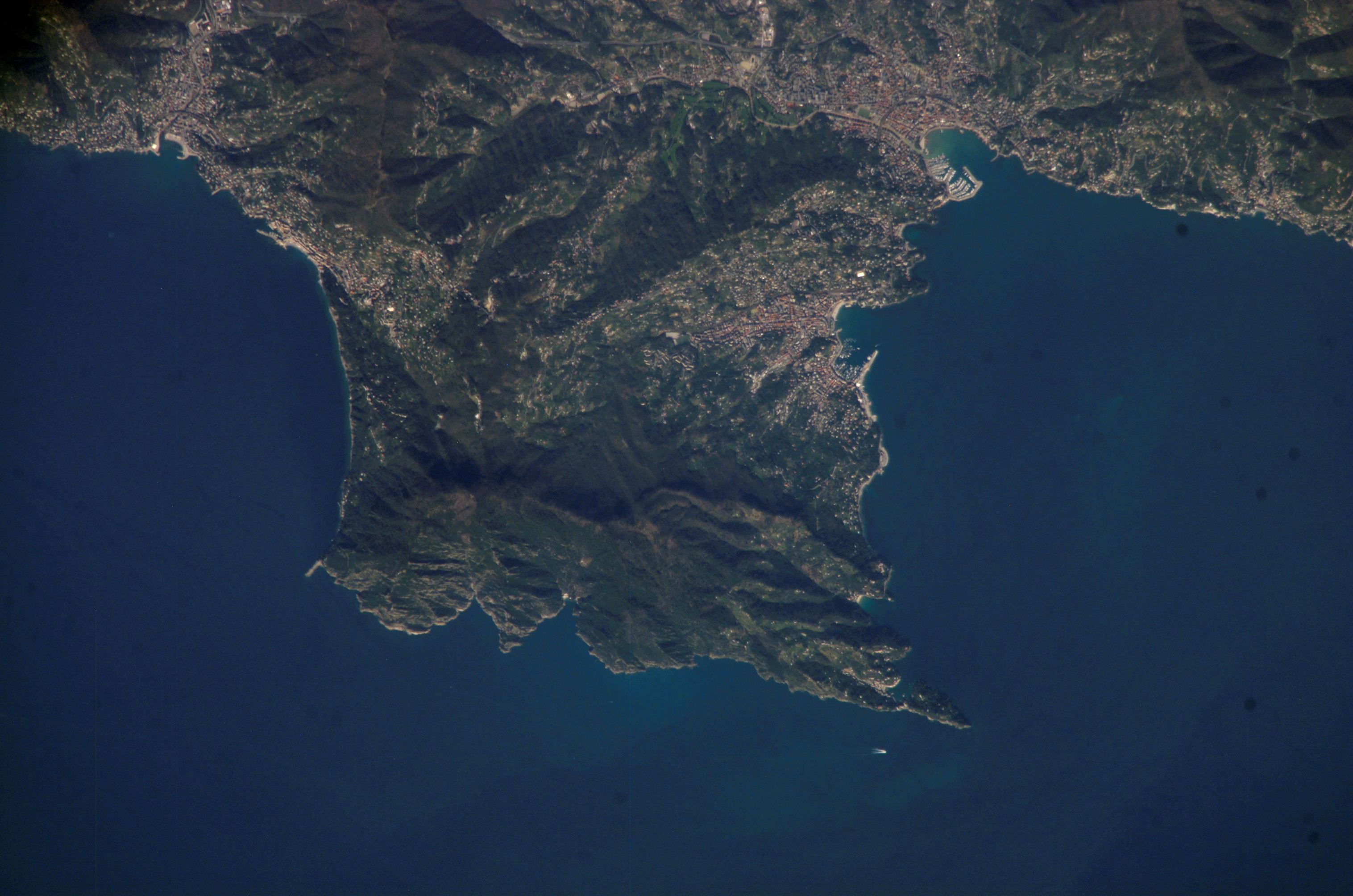
El promontorio y monte de Portofino, Santa Margherita Ligure y Rapallo.
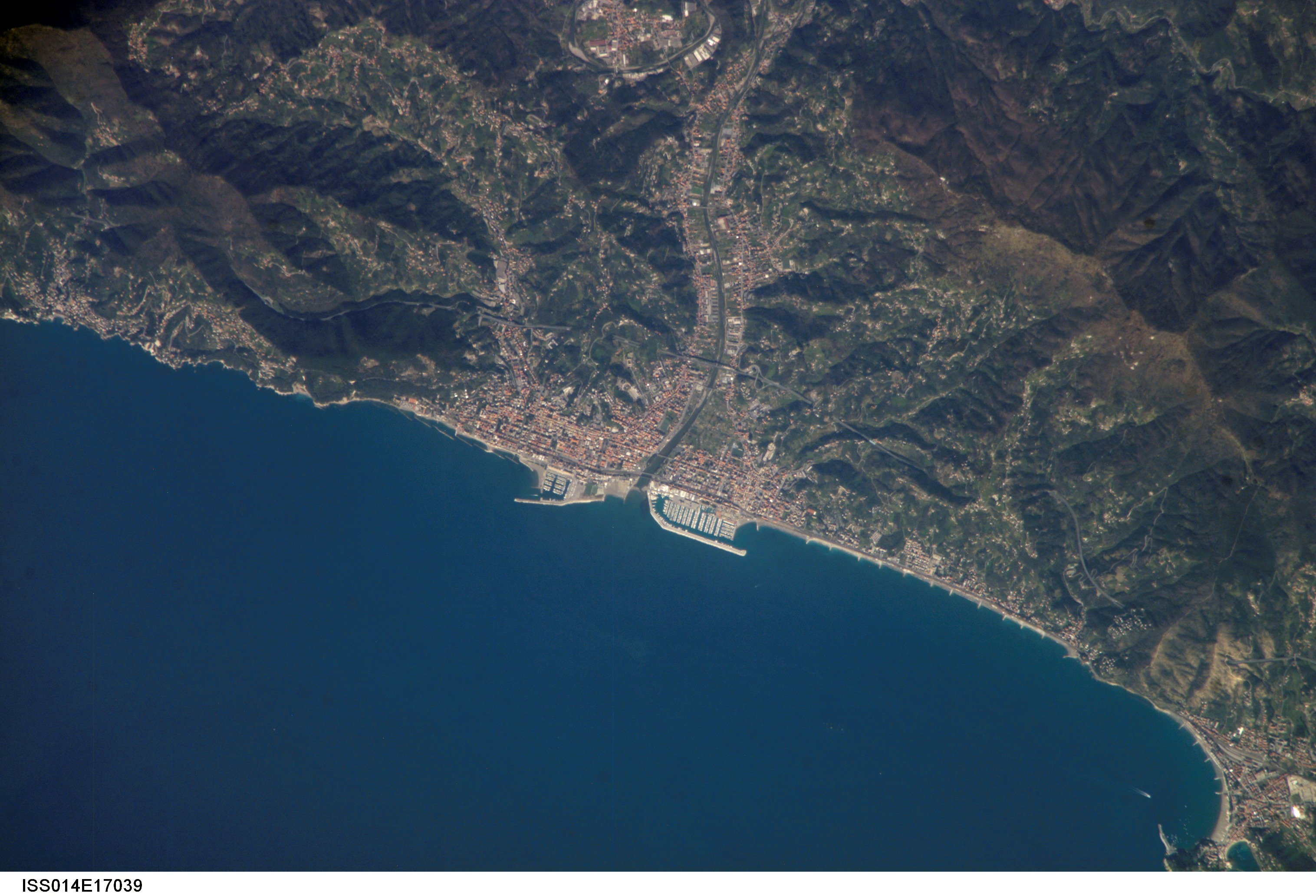
La llanura del Entella con las dos ciudades de Chiavari y Lavagna.
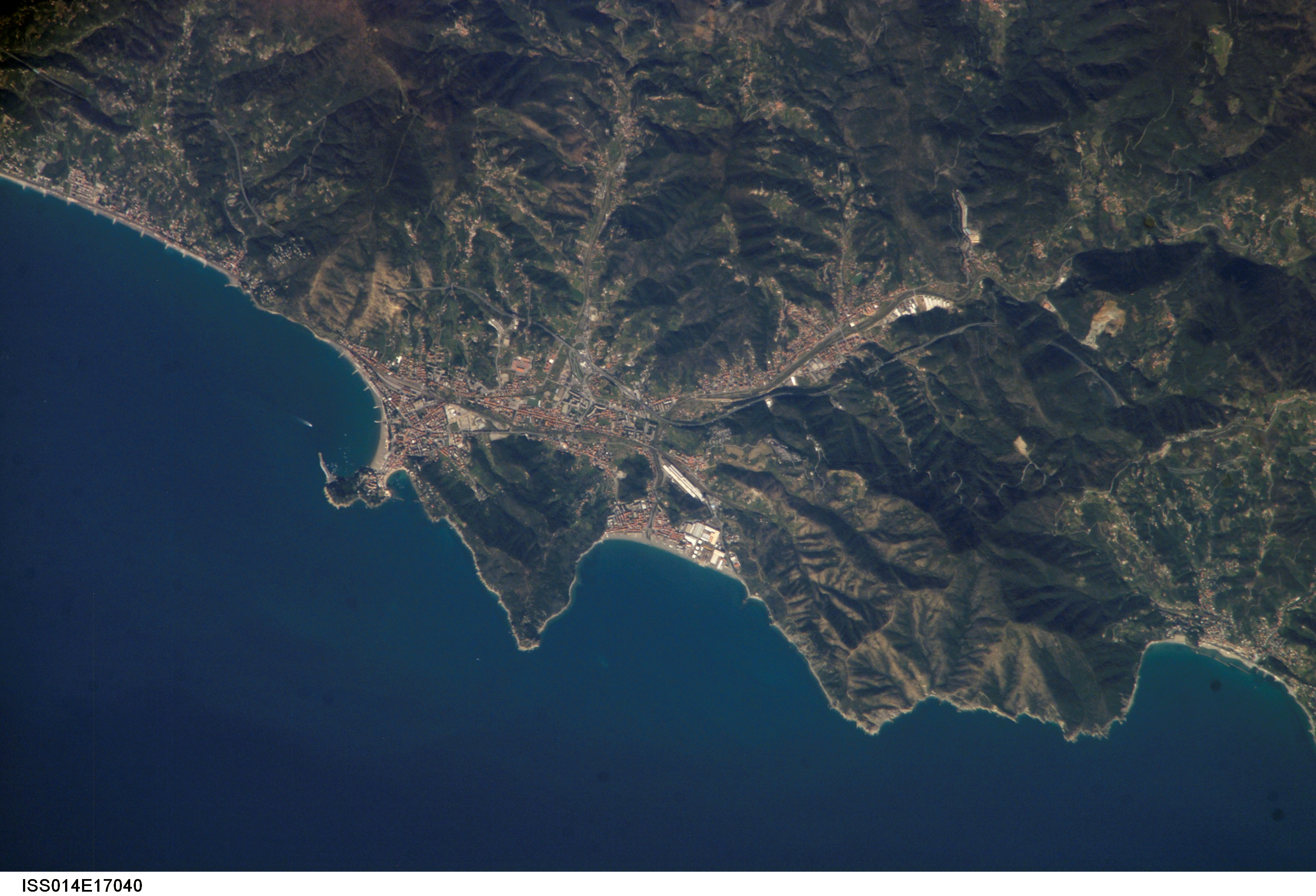
El promontorio de Sestri Levante.